# Гибсон, Алтея
Алте́я Ги́бсон (англ. Althea Gibson; 25 августа 1927, Силвер, Южная Каролина — 28 сентября 2003, Ист-Ориндж, Нью-Джерси) — американская теннисистка-любительница и гольфистка, лидер мирового женского тенниса во второй половине 1950-х годов.
Гибсон, выросшая в семье гаражного механика в Гарлеме, училась играть в теннис самостоятельно, но рано начала демонстрировать значительные способности. Благодаря поддержке ценителей её таланта окончила среднюю школу и колледж, одновременно выступая в соревнованиях Американской теннисной ассоциации, членами которой были чернокожие спортсмены, десять раз выиграв её чемпионат. В 1950 году благодаря громкой общественной кампании была впервые допущена к участию в чемпионате США, а спустя год в Уимблдонском турнире, в обоих случаях став первой в истории участницей-афроамериканкой. На пике карьеры в 1956—1958 годах выиграла 5 турниров Большого шлема в одиночном и 6 в парных разрядах, дважды становилась первой ракеткой мира и спортсменкой года по версии «Ассошиэйтед Пресс». Введена в ряд Залов славы, включая Национальный (позже Международный) зал теннисной славы в 1971 и Национальный зал славы женщин США в 2001 году.
Завершив любительскую карьеру, не сумела достичь аналогичного успеха в профессиональном теннисе и гольфе, где в 1960-е годы возможности для женщин были ограничены. Не преуспела также как эстрадная певица, сменила ряд мест работы в частных компаниях и государственных учреждениях и последние годы жизни провела в бедности, усугубляемой перенесённым инсультом.

## Биография
Алтея Гибсон родилась в августе 1927 года в Силвере (Южная Каролина) в семье фермеров-издольщиков Дэниэла и Энни Гибсон. Она была старшим ребёнком из пяти. Родители работали на арендованном участке хлопковой плантации, отдавая часть урожая владельцу в качестве арендной платы за землю и жильё. Первые три года жизни Алтея провела на ферме, но после падения цен на сельскохозяйственную продукцию с началом Великой депрессии и неурожая в 1930 году её родители приняли решение перебраться в Нью-Йорк, где Дэниэл нашёл работу механиком в гараже за 10 долларов в неделю. Несколько лет детства Алтея провела также в Филадельфии, где она жила у тётки Дэйзи Келли. В Нью-Йорке семья жила в Гарлеме у Салли Вашингтон (тётки со стороны матери), вплоть до 1933 года занимавшейся подпольной продажей алкоголя. Район, где они жили, был неблагополучным, в нём действовали уличные банды, и Алтея со временем стала сначала членом, а потом и лидером одной из них, занимаясь мелкими кражами в местных лавках. Отец часто бил её, в особенности если она не ночевала дома, а в более хорошем расположении духа учил боксу, как будто она была мальчиком. Алтея рано бросила школу и уже к 14 годам сменила несколько мест работы. К 15 годам врачи сообщили ей, что она никогда не сможет родить.
В 1946 году двое чернокожих врачей Хьюберт Итон и Роберт Джонсон убедили Алтею завершить школьное образование. С этой целью она переехала в Уилмингтон (Северная Каролина), где жила у Итона дома на протяжении трёх лет. В расово сегрегированной Северной Каролине Гибсон училась в школе Уиллистон, учениками которой были дети из обеспеченных негритянских семей, играла на саксофоне в школьном духовом оркестре и джаз-банде и выступала за баскетбольную сборную Уиллистона, где, согласно устной традиции, побила рекорд по количеству набранных очков за сезон. За три года, пока Алтея училась в школе Уиллистон, её команда не проиграла ни одной встречи. Она была старше других учеников и к моменту окончания школы, в 1949 году, ей уже было 22 года.
После окончания школы Алтея получила как баскетболистка спортивную стипендию от Сельскохозяйственного и механического колледжа Флориды в Таллахасси, открытого для чернокожих студентов, и окончила его в 1953 году — в год, когда он получил статус университета, — по специальности «физическое воспитание». После этого она два года (с 1953 по 1955) тренировала мужскую теннисную сборную Университета Линкольна в Джефферсон-Сити, также готовившего чернокожих студентов.
Поскольку любительская теннисная карьера не приносила доходов (в лучшем случае турниры оплачивали дорогу и проживание), Гибсон даже на пике успеха приходилось искать другие способы заработка. Некоторое время она числилась членом правления фирмы спортивного снаряжения Harry C. Lee, но получаемых в этой должности 75 долларов в месяц не хватало. Гибсон попыталась начать карьеру эстрадной певицы и в мае 1958 года выпустила альбом Althea Gibson Sings, пользовавшийся некоторой популярностью благодаря её известности как теннисистки. В этот же период она также дважды выступала на телевизионном «Шоу Эда Салливана», но дальнейшего развития её эстрадная карьера не получила: её голос был недостаточно хорош, а её подготовка как певицы — рудиментарна. За три месяца было продано немногим более тысячи экземпляров Althea Gibson Sings и менее полусотни экземпляров сингла «Around the World», и звукозапизывающая компания Dot Records отказалась продлевать контракт с Гибсон. В 1958 году она также издала автобиографическую книгу «Я всегда хотела стать Кем-то» (англ. I Always Wanted to Be Somebody) и снялась в художественном фильме Джона Форда о гражданской войне «Кавалеристы» (роль служанки в доме рабовладельцев-южан, однако, вызвала пренебрежительные отзывы и критику в афроамериканской прессе). Вторая автобиография, «Так много вещей, ради которых стоит жить» (англ. So Much to Live For), вышла десятью годами позже.
Активисты движения за гражданские права критиковали теннисистку за то, что та не участвует более активно в борьбе за цветную общину США, но на пике карьеры она избегала занимать однозначную позицию по политическим вопросам и сознательно избегала акцентирования собственной расы. Даже выпуская свою первую автобиографию, она пригласила для литературной обработки материала белого спортивного журналиста Эдварда Фицджеральда, а не одного из многочисленных чёрных журналистов, подробно освещавших её карьеру. В самой автобиографии Гибсон писала, что расовая принадлежность её не интересует, что она рассматривает себя как индивидуума и не собирается заниматься защитой дела расовых меньшинств — «я теннисистка, не теннисистка-негритянка». Лишь по завершении теннисной карьеры, в 1960-е годы, она стала более активно участвовать в жизни негритянской общины, в частности, тренируя молодых чёрных теннисистов и вместе с Артуром Эшем занимаясь сбором средств на поддержку тёмнокожих спортсменов.
Как на протяжении спортивной карьеры Гибсон, так и после её завершения вопрос о её сексуальной ориентации оставался открытым. В годы учёбы в колледже широко ходили слухи о том, что она предлагает секс другим студенткам, а ещё один чернокожий теннисист Роберт Райленд рассказывал, что в начале 1950-х годов застал её в постели с женщиной. Тем не менее официально она никогда не признавала своей гомосексуальности. Во время работы в Университете Линкольна у Гибсон был бурный роман с профессором военного искусства и тактики капитаном Довой Джонсом, а в дальнейшем она вышла замуж за Уильяма Дарбена, брата своей подруги Розмари Дарбен, с которым периодически встречалась и до этого. Этот брак был заключён в 1965 году и продлился до 1976 года, но значительную его часть супруги прожили порознь, так как в эти годы Гибсон участвовала в профессиональном туре по гольфу. В 1983 году Гибсон вышла замуж вторично за своего бывшего тренера Сидни Ллевеллина, но уже в 1988 году развелась и с ним. Этот брак многими расценивался как фиктивный, заключённый с целью получения Ллевеллином, уроженцем Ямайки, американского гражданства. Алтея и Сидни на его протяжении не жили вместе, а после развода у неё возобновился роман с Дарбеном.
В конце 1950-х годов, одновременно с участием в профессиональном теннисном туре, Гибсон попыталась начать карьеру в спортивной журналистике и два года вела репортажи с Уимблдонского турнира для газеты Evening Standard, но в дальнейшем редакция предпочла услуги Ярослава Дробного. В 1970 году она заняла должность консультанта при комиссии по делам парков округа Эссекс (Нью-Джерси), а в 1972 году стала директором теннисной программы и главным тренером спортивного клуба в этом же штате. Пытаясь заняться частным предпринимательством, Гибсон вложила большую часть своих средств в съёмки часового документального фильма, рассказывающего её историю (фильм так и не был выпущен), а позже в быстро разорившуюся телерадиокомпанию.
В 1975 году по приглашению Билли Джин Кинг Гибсон приняла участие в съёмках женской версии шоу компании ABC Superstars с участием многих известных спортсменок. Она показала хорошие результаты на отборочных этапах, вошла в десятку финалисток и заработала более 4 тысяч долларов (победительница, конькобежка Энн Хеннинг, получила 30 тысяч). С середины десятилетия бывшая чемпионка занимала административные должности на уровне штата Нью-Джерси (комиссар по делам спорта, затем член комиссии по контролю за спортом, помощник комиссара по социальным вопросам и, наконец, спикер совета по делам физподготовки и спорта при губернаторе). Она также баллотировалась в сенат штата, выступая против действующего сенатора Фрэнка Додда, но выборы проиграла.
В 1992 году Гибсон потеряла работу в ходе массовых увольнений государственных служащих в Нью-Джерси, когда республиканская администрация приняла решение о сокращении бюджета. Примерно в это же время она перенесла инсульт. Проблемы со здоровьем подорвали её финансовое положение, её средств не хватало даже на оплату коммунальных и медицинских счетов, она больше не могла водить машину и с трудом поднималась с кровати. Задумав покончить с собой, Гибсон весной 1995 года позвонила Анджеле Бакстон, своей партнёрше по корту в 1950-х годах и подруге на протяжении следующих сорока лет, чтобы попрощаться. Однако Бакстон предприняла с помощью спортивного комментатора и энциклопедиста Бада Коллинза сбор средств среди других известных теннисистов, чтобы поддержать подругу. В следующем году в журнале Tennis Week появилось открытое письмо журналиста Пола Фейна, благодаря которому о тяжёлом положении Гибсон узнали многочисленные поклонники спорта. Благодаря этой публикации и вышедшему в 1999 году документальному фильму было собрано достаточно денег, чтобы обеспечить Гибсон до конца жизни. Согласно Фран Грей, одной из оставшихся подруг Гибсон, которая вела повседневные дела больной чемпионки, общая сумма пожертвований в 1996—1997 годах составила около 150 тысяч долларов; Бакстон оценивала её в миллион долларов.
В последние годы жизни Гибсон утратила значительную часть мышечной массы, исхудала и съёжилась. Стремясь, чтобы в памяти остался её образ времён теннисных побед, она не посещала публичных мероприятий и почти ни с кем не встречалась — исключение составляли немногие из ближайших друзей, чернокожая теннисистка Зина Гаррисон и, изредка, Билли Джин Кинг. Гибсон умерла в многопрофильной больнице Ист-Оринджа (Нью-Джерси) в сентябре 2003 года; свидетельство о смерти указывало в качестве причины септисемию и септический шок, вероятно, вызванные хронической инфекцией мочевыводящих путей. Похоронена на кладбище Роуздейл в Ориндже рядом с Уильямом Дарбеном.

## Теннисная карьера

### Начало выступлений
Алтея Гибсон с детства увлекалась спортом, играя в софтбол и баскетбол (в том числе в составе любительской районной команды «Мистириос Файв»). Ещё одним видом спорта, которому она уделяла внимание, был падел-теннис, где используются цельные деревянные ракетки и резиновый мяч. В этом спорте она достигла значительных успехов уже к 1938 году, когда стала чемпионкой Нью-Йорка, и удерживала этот титул на протяжении следующих четырёх лет. Алтея играла также в софтбол, где была питчером и единственной девушкой в команде, выигравшей городской чемпионат. В большой теннис она начала играть подростком, получив две подержанных ракетки в подарок.
В 14 лет сотрудники управления социальной помощи Нью-Йорка не только помогли Гибсон найти работу в качестве охранницы, но и дали ей направление в спортивную секцию местного отделения полиции. Там она привлекла внимание тренера из клуба «Космополитен» — лучшего негритянского теннисного клуба в Нью-Йорке. Он организовал сбор средств, позволивших Гибсон в 1941 году приобрести членский абонемент в клуб. Постоянный тренер клуба «Космополитен» Фред Джонсон стал регулярно с ней заниматься летом того же года. Джонсон, потерявший руку в молодости, был самоучкой и держал ракетку так называемой континентальной хваткой, не меняя её, когда выполнял бэкхенд. Алтея переняла у него и этот способ держать ракетку, и многие другие неэффективные технические приёмы, от которых последующим тренерам пришлось её отучать.
В 1942 году Гибсон выиграла свой первый молодёжный турнир под эгидой Американской теннисной ассоциации (ATA) — открытый чемпионат штата Нью-Йорк, проходивший в клубе «Космополитен». В этом турнире участвовали как чернокожие, так и белые, и именно белую теннисистку, Нину Ирвин, Гибсон победила в финале. Спустя несколько недель клуб спонсировал её поездку в Пенсильванию на чемпионат ATA среди девушек (в этих турнирах играли только чернокожие спортсмены, тогда как белые выступали в соревнованиях Ассоциации лаун-тенниса Соединённых Штатов, или USLTA). В этом турнире Алтея дошла до полуфинала, проиграв фаворитке Нане Дэвис.
После того как чемпионат ATA был отменён в 1943 году из-за войны, Гибсон приняла в нём участие в 1944 и 1945 годах, дважды подряд завоевав чемпионское звание среди девушек. В 1946 году она уже дошла до финала чемпионата ATA среди женщин, где встретилась с двукратной чемпионкой ATA Романией Питерс, сумевшей переиграть физически развитую девушку тактически и завоевать свой третий титул в трёх сетах. Позже в том же году, после переезда на Юг, Гибсон начала тренироваться в Уилмингтоне у доктора Итона, в летние месяцы переезжая для продолжения тренировок в Линчберг к доктору Роберту Джонсону. Не обладая талантами, сравнимыми с талантом своей подопечной, Итон и Джонсон были опытными игроками, чемпионами ATA в парном разряде (Итон в своё время также был чемпионом среди юношей), и многому научили её с точки зрения игровой стратегии и умения контролировать эмоции. Джонсон, основавший к тому времени тренировочную группу для молодых чернокожих теннисистов со всей страны, обеспечивал не только физическую подготовку, но и турнирную практику для лучших из своих учеников, лично развозя их по соревнованиям в разных городах.
Уже летом 1947 года, к концу первого года тренировок у Итона и Джонсона, молодая теннисистка начала выигрывать один турнир ATA за другим. В августе она впервые завоевала звание чемпионки ATA и затем удерживала его десять лет подряд. Гибсон также несколько раз подряд стала чемпионкой в миксте, где в качестве её партнёра выступал Роберт Джонсон. Уже к 1949 году у неё не осталось достойных соперниц среди участниц турниров ATA, и это угрожало замедлить её собственный прогресс.

### Первые годы в соревнованиях USLTA и международных турнирах
В 1949 году Гибсон сыграла два турнира под эгидой USLTA — чемпионат Восточных штатов в помещениях и чемпионат США в помещениях. В обоих на её счету были победы над белыми спортсменками, но приглашений на другие подобные турниры ей не поступало. В начале следующего года она снова приняла участие в этих же двух турнирах, выиграв первый и дойдя до финала во втором (чемпионкой стала Нэнси Чаффи, будущая четвёртая ракетка мира). Чарльз Хейр, бывший игрок сборной Великобритании в Кубке Дэвиса и администратор в компании Wilson Sporting Goods, организовал также её участие в чемпионате США на грунтовых кортах. Примерно в это же время знаменитый боксёр Шугар Рэй Робинсон оплатил поездки Гибсон в Детройт, где она начала тренироваться у Джин Хокси — белого тренера, которая впоследствии учила одну из основательниц женского профессионального тура Джейн Барткович.
Однако Гибсон всё ещё отказывали в приглашении на главный любительский турнир под эгидой USLTA — международный чемпионат США. В результате в июльском номере журнала American Lawn Tennis за 1950 год появилась статья, написанная белой теннисисткой Элис Марбл, 18-кратной чемпионкой США и Уимблдонского турнира во всех разрядах. Марбл раскритиковала бюрократическую позицию USLTA, которая приглашала участвовать в чемпионате США только игроков со «значительным теннисным опытом»: под этим подразумевалось участие в летнем цикле любительских турниров на Востоке США, которые в свою очередь тоже были пригласительными и отказывали в участии чернокожим теннисистам. В статье говорилось, что приход цветных игроков в теннис неизбежен, как ранее он был неизбежен в бейсболе и футболе. Марбл писала: «Со временем теннисный мир в массе своей восстанет, протестуя против несправедливости, которую искусственно продлевают наши законодатели». Она призывала руководство USLTA вспомнить, что теннис — «игра леди и джентльменов», и «вести себя как джентльмены, а не как лицемерные ханжи». Среди других бывших звёзд тенниса, поддержавших Гибсон, была Сара Палфри Кук, взявшаяся работать с ней как тренер.
Статья Марбл вызвала живой отклик, её цитировали ведущие газеты и журналы США. После публикации в American Lawn Tennis Гибсон получила приглашение участвовать в чемпионате Восточных штатов на травяных кортах, проходившем в Нью-Джерси. С учётом участия в этом соревновании, а также в чемпионате США на грунтовых кортах, где она дошла до четвертьфинала (проиграв там одной из ведущих теннисисток мира Дорис Харт), у организаторов чемпионата США не осталось даже формальных поводов отказывать чернокожей теннисистке в участии в главном соревновании года. Согласно мемуарам Сидни Вуда, на тот момент входившего в правление USLTA, в кулуарах предложение отклонить её заявку всё же было выдвинуто, но на голосование (в том числе благодаря его возражениям) не поставлено, и заявка была принята. Более того, на будущее правила допуска были изменены так, что со следующего года чемпионы ATA получали право участия в чемпионате USLTA автоматически.
Свой первый матч чемпионата США, против британки Барбары Нэпп, Гибсон провела на 14-м корте — одном из самых дальних от главного стадиона, но это не помешало присустствовать на игре большому количеству журналистов. Этот матч Гибсон выиграла, после чего во втором круге жребий свёл её с действующей чемпионкой Уимблдонского турнира и чемпионкой США 1947 года Луизой Браф. Встреча с Браф на главном корте теннисного комплекса растянулась на три сета, концовка последнего из которых была перенесена на следующий день из-за грозы. Проиграв первый сет 1:6, Гибсон победила во втором 6:3 и отыгралась из счёта 3:5 в третьем, но в итоге более опытная соперница победила, выиграв третий, решающий сет со счётом 9:7.
В 1951 году Гибсон приняла участие в Уимблдонском турнире, став первой афроамериканкой в его истории (первый чернокожий теннисист, Бертран Милборн Кларк, появился на уимблдонских кортах ещё в 1924 году, но представлял Ямайку — на тот момент британскую колонию). Полёт в Англию оплатил боксёр Джо Луис, а затраты на пребывание в Лондоне взяла на себя чёрная община Детройта. На Уимблдоне, как и в чемпионате США, чернокожая теннисистка выиграла свой первый матч и проиграла во втором — на этот раз посеянной под 5-м номером Беверли Бейкер. Джон Барретт, тогда сам молодой игрок, а позже известный историк тенниса, вспоминал, что дебютантка произвела на него впечатление атлетическим телосложением, в те времена редким в женском теннисе, и он уверился, что её ждёт большое будущее. Позже Гибсон дошла до четвертьфинала чемпионата США, проиграв там 16-летней Морин Коннолли, а в турнирах более низкого уровня завоевала за 1951 год пять титулов. Она легко справлялась с соперницами, не входившими в мировую теннисную элиту, но у ведущих белых теннисисток (Бейкер, Ширли Фрай, Дорис Харт, Морин Коннолли) ей выигрывать на этом этапе не удавалось.
За 1951 год Гибсон провела 41 игру в турнирах с участием белых спортсменок (её биограф Салли Джейкобс даже предполагает, что частота выступлений в этих соревнованиях и турнирах ATA могла привести к переутомлению и падению результатов). В следующие несколько лет, однако, она играла в таких соревнованиях реже. Активному графику препятствовали нехватка времени в последние годы учёбы и необходимость зарабатывать на жизнь по окончании вуза. Статус Гибсон в американском теннисе при этом практически не менялся: её игра не улучшалась, но этого было достаточно, чтобы выигрывать чемпионаты ATA и на чистой самоуверенности преодолевать первые раунды в турнирах USLTA, пока на её пути не оказывалась одна из представительниц теннисной элиты. Чернокожая теннисистка была, несмотря на это, убеждена, что играет лучше этих соперниц и обязана у них выигрывать, открыто недоумевая, когда этого не происходило. Хотя внутри группы лидеров рейтинга отношения были вполне дружескими, никто из них не относился хорошо к Гибсон, чья заносчивость только усугубляла эту отстранённость.
Лучшим для Гибсон в первой половине десятилетия стал 1953 год, когда она пробилась в финалы чемпионата Западных штатов в Милуоки и чемпионата США на грунтовых кортах. Там она проиграла соответственно австралийке Тельме Койн-Лонг и Коннолли. Этот год Алтея закончила на 7-м месте в национальном рейтинге, оставшись 9-й в 1952 и 13-й в 1954 году. Её успехи в турнирах для белых вызывали в руководстве ATA, наряду с гордостью, опасения, что ведущие чернокожие игроки начнут массово уходить из сегрегированной лиги в USLTA. Аналогичный процесс происходил в бейсболе, где интеграция цветных спортсменов в MLB привела к упадку негритянских лиг. Некоторые из функционеров ATA даже грозили помешать участию Гибсон в чемпионате США, если та откажется от участия в турнирах их ассоциации.

### Пик игровой карьеры

#### 1956 и начало 1957 года
Неудачные сезоны привели к тому, что Гибсон начала терять интерес к соревновательному теннису. Она перестала соблюдать тренировочный режим и планировала бросить теннис, присоединившись к Женской вспомогательной службе сухопутных войск. Однако после одного из турниров в 1955 году тренер Сидни Ллевеллин предложил помочь ей с техникой. Благодаря ему она отказалась от многих элементов игры, которые переняла ещё у своего первого тренера, включая континентальную хватку ракетки, и получила представление о теории и стратегии тенниса.
В конце 1955 и начале 1956 года Гибсон приняла участие в показательном турне команды американских теннисистов по Юго-Восточной Азии, организованном Госдепартаментом США (биографы пишут, что одной из причин её включения в команду было обострение расовых противоречий в США, заставившее правительство совершать «жесты доброй воли»). Одним из участников турне был опытный игрок Хэм Ричардсон, использовавший время поездки, чтобы помочь Гибсон в понимании стратегии и тактики игры. Эти уроки пошли теннисистке на пользу, и её игра заметно улучшилась за короткое время. В Индии американская команда провела несколько встреч с аналогичной четвёркой из Великобритании, в состав которой входила британская еврейка Анджела Бакстон. Бакстон сошлась с Гибсон за время этих встреч и убедила её продолжить выступления в Европе после азиатского турне. На крытых кортах в зимней Европе Гибсон уже демонстрировала возросший класс. Проиграв Анджеле Мортимер в трёх сетах в финале чемпионата Скандинавии в Стокгольме, американка выиграла следующие четыре турнира на континенте — в Кёльне, Париже (где впервые сыграла в парах с Бакстон, завоевав титул и в этом разряде), Лионе и Каннах. Мортимер помешала ей продолжить эту серию в Египте, дважды победив Гибсон в мартовских финалах в Каире и Александрии. Однако после возвращения в Европу американка в преддверии чемпионата Франции завоевала шесть титулов подряд на грунтовых кортах.
На самом чемпионате Франции Гибсон в четвертьфинале отдала только три гейма британке Ширли Блумер и в полуфинале встречалась с Бакстон, которая победила немку Эдду Будинг. Они поделили первые два сета, а в начале третьего у Гибсон лопнула бретелька на лифчике. Бакстон помогла ей прикрыться и отвела в раздевалку, где американка переоделась. Когда они вернулись на корт, судейская бригада предложила Бакстон потребовать дисквалификации соперницы, которая формально нарушила несколько правил, приняв помощь от постороннего человека и покинув корт до конца матча. Британка категорически отказалась от победы на формальных основаниях, и матч был продолжен. Гибсон выиграла третий сет 6:4. В финале против Мортимер она взяла первый сет всухую, во втором завязалась долгая равная борьба, но при счёте 10:10 британка отдала гейм на своей подаче, и в следующем гейме Гибсон завоевала чемпионский титул, выиграв первый в карьере турнир Большого шлема). Она также стала чемпионкой Франции в паре с Бакстон, победив в финале в трёх сетах американскую пару Дарлин Хард/Дороти Хед-Нод.

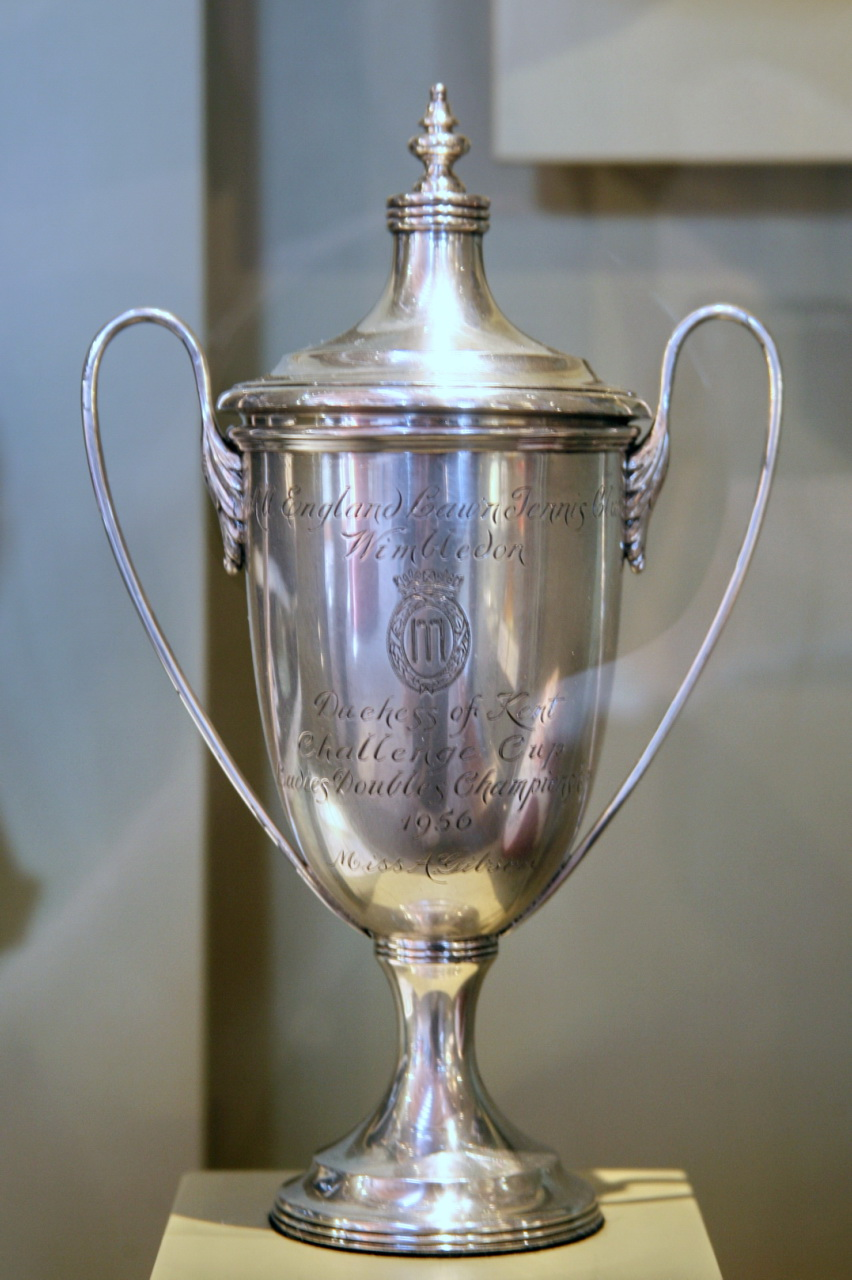
Кубок за победу в женском парном разряде, Уимблдонский турнир, 1956 год

После победы на «Ролан Гаррос» Гибсон отправилась в Англию, где 2 июня выиграла восьмой турнир подряд. Напряжённый график, однако, стал сказываться на её физической форме, и в финале она, выигрывая 1:0 по сетам и 5:0 во втором сете, проиграла шесть геймов подряд. Лишь с трудом ей удалось довести матч до победы со счётом 12:10 во втором сете. Спустя ещё неделю, на чемпионате Северной Англии в Манчестере, Алтея за один турнир обыграла двух игроков с первых строчек национального рейтинга — Ширли Фрай (в полуфинале) и Луизу Браф (в финале). После этого, в отсутствие сильнейших американских и британских теннисисток, участвовавших в матче за ежегодный Кубок Уайтмен, она легко победила в Бристоле, выиграв 10-й турнир подряд и 16-й с начала сезона.
На Уимблдоне Гибсон была посеяна под четвёртым номером в одиночном разряде и под третьим — в паре с Бакстон. В четвертьфинале она играла против Фрай, посеянной строчкой ниже, но в американском рейтинге занимавшей первое место. Гибсон удалось выиграть первый сет, но в следующих двух Фрай оказалась сильнее. В женских парах Гибсон и Бакстон победили Фрай и Браф в полуфинале, а в финале играли против австралийской пары Дафна Сини/Фэй Мюллер. После легко выигранного первого сета они повели 4:2 во втором, но в этот момент в игре Гибсон наступил спад. Австралийки сравняли счёт, затем, проигрывая 5:6, отыграли пять матчболов, и лишь после счёта 6:6 Гибсон и Бакстон сумели выиграть два гейма подряд и завоевать титул. Их победа была отмечена статьёй в «Таймс», озаглавленной «Меньшинства побеждают». Гибсон также дошла до финала в миксте с 42-летним Гарднаром Маллоем, но там они в трёх сетах проиграли Фрай и Вику Сейксасу.
Гибсон продолжила успешно выступать и после Уимблдона, выиграв за отрезок времени, включавший чемпионаты США и Австралии, 70 матчей из последующих 75 и 10 турниров на трёх континентах. Как и на Уимблдоне, главным камнем преткновения для неё оставалась Фрай, исповедовавшая спокойный оборонительный стиль и демонстрировавшая выдающееся умение играть против физически более сильных соперниц. Во встречах с Гибсон Фрай, в частности, умело использовала слабую игру закрытой ракеткой, от которой та страдала. Именно она выиграла оба следующих турнира Большого шлема, победив Гибсон в финалах в Нью-Йорке и Мельбурне с одинаковым счётом 6:3, 6:4.

#### 1957 год
После чемпионата Австралии, однако, соперничество Фрай и Гибсон завершилось: Ширли, завершившая с этим титулом завоевание карьерного Большого шлема, вышла замуж и оставила соревновательный теннис. Сама Гибсон после победы в 1956 году не стала возвращаться на «Ролан Гаррос», вопреки прошлогоднему опыту, объясняя это тем, что грунтовые корты якобы не подходят для её стиля игры. Однако на травяных кортах в преддверии Уимблдонского турнира она, как и за сезон до этого, завоевала три титула и на самом Уимблдоне была посеяна под первым номером.

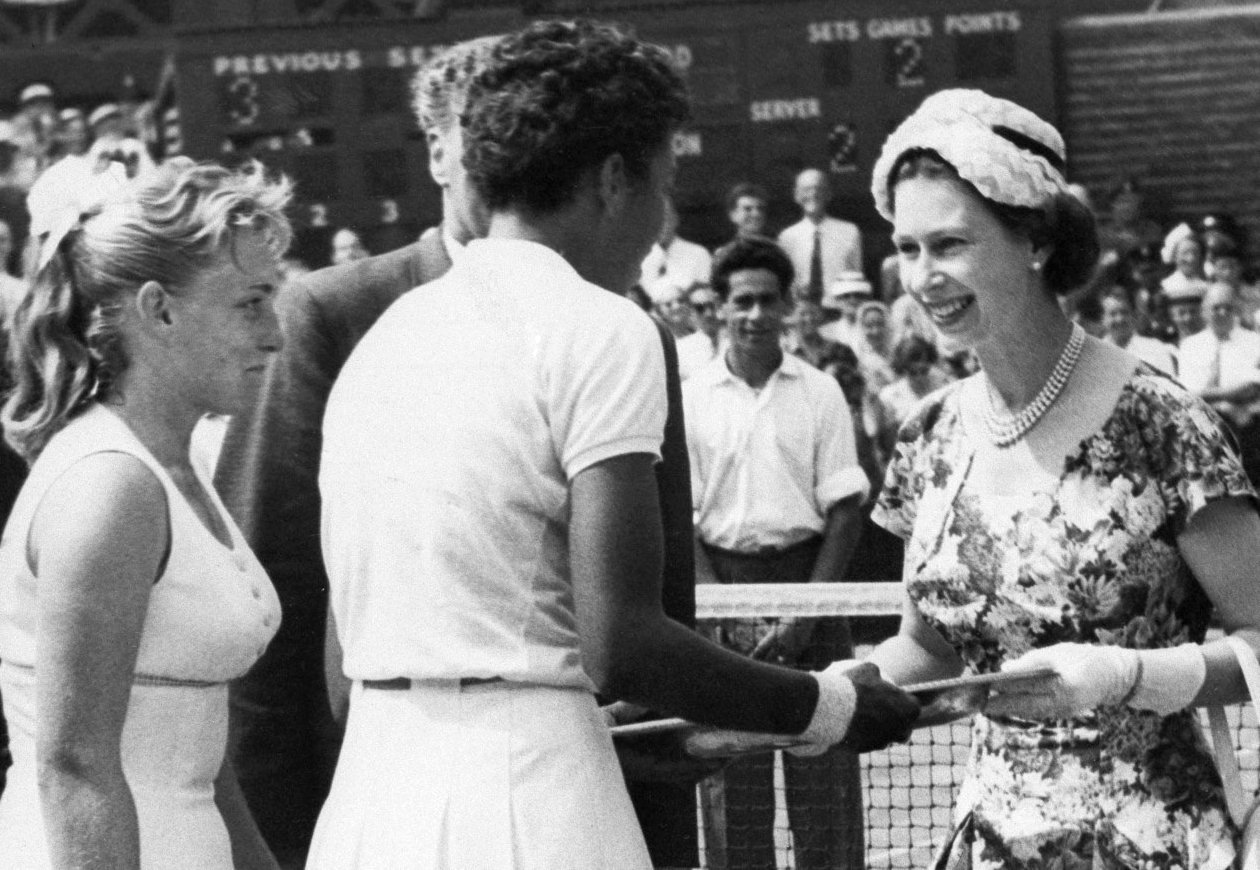
Гибсон и Дарлин Хард с королевой Елизаветой II, Уимблдон, 1957 год

На Уимблдоне публика на матчах Гибсон шумно поддерживала её соперниц, аплодируя её ошибкам. Британские журналисты оправдывали это поведение привычкой своих соотечественников болеть против фаворитов и отказывались признавать его расовую подоплёку, но в самой британской прессе перед турниром и на его протяжении неоднократно появлялись карикатуры расистского содержания. Несмотря на такое отношение трибун, американка за весь турнир не отдала соперницам ни одного сета. В полуфинале хозяйка корта Кристин Труман сумела выиграть у Гибсон только два гейма, не получилось борьбы и в финале против Дарлин Хард, которая оказалась далека от своей лучшей формы, но уступала Гибсон даже в ней. Гибсон, таким образом, стала первой в истории чернокожей чемпионкой Уимблдонского турнира в одиночном разряде. Она также была первой теннисисткой, которая получила награду за победу из рук королевы Елизаветы II. В парах Гибсон выиграла этот турнир второй год подряд — на этот раз с Хард, а в финале смешанных пар, где выступала с австралийцем Нилом Фрейзером, уступила ей же и ещё одному представителю Австралии Мервину Роузу. На балу чемпионов по завершении турнира она танцевала с победителем в мужском одиночном разряде Лью Хоудом, который, по воспоминаниям его жены, после этого получил сотни гневных писем, ставивших ему в вину этот факт.

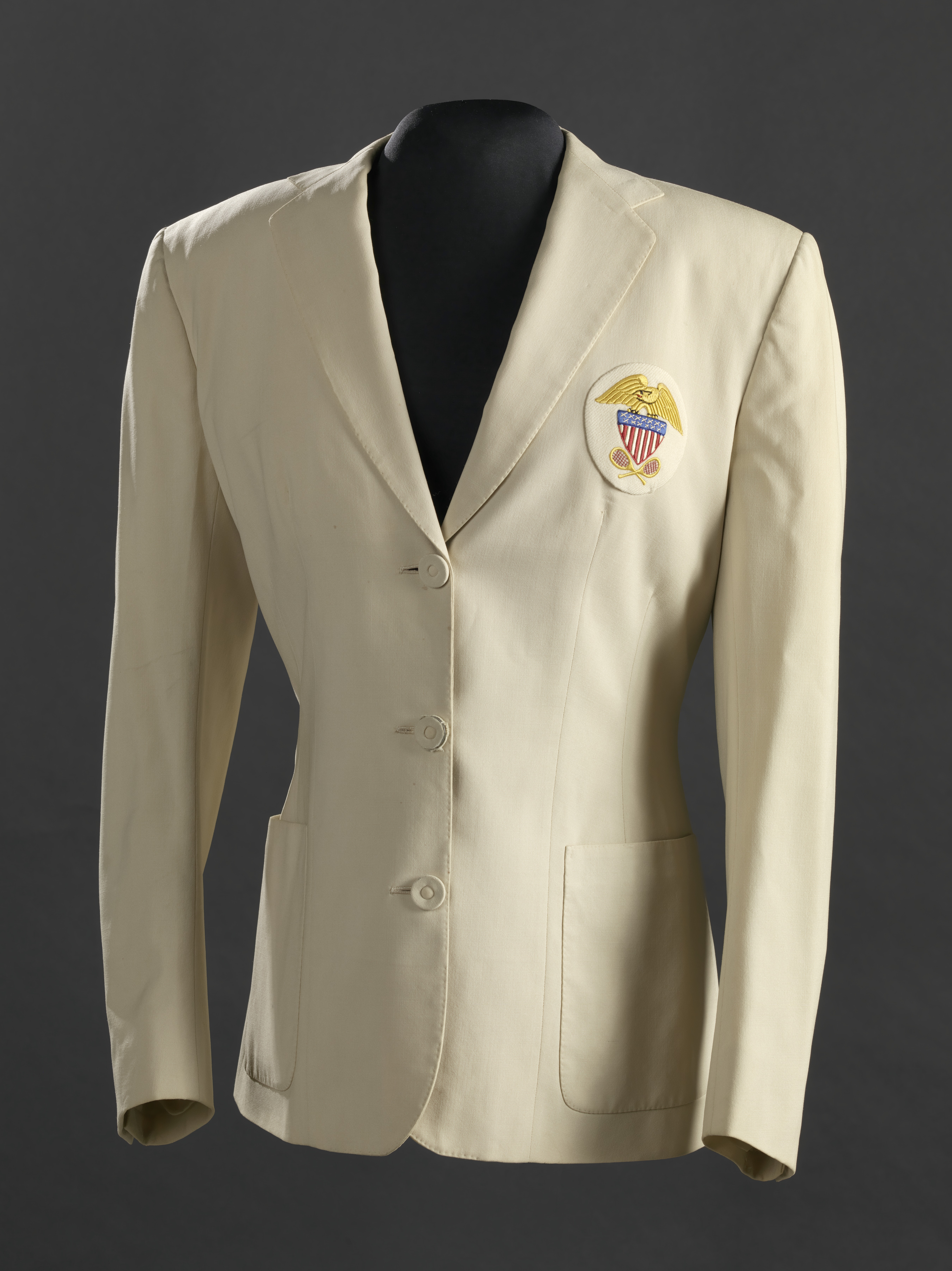
Форменный жакет Гибсон в музейной экспозиции

По возвращении Гибсон в США в её честь был устроен парад в Нью-Йорке, однако уже через несколько дней, отправившись на турнир в Чикаго, она снова столкнулась с расовой дискриминацией. Фешенебельные отели в центре города, вблизи теннисного стадиона, отказались сдавать ей номер, и ей пришлось остановиться в гостинице в 20 км от места проведения соревнований. У неё также обострились отношения с афроамериканскими репортёрами, которые обвиняли её в эгоизме, надменности и нежелании выступить в защиту прав людей своей расы. Несмотря на отрицательную атмосферу, Гибсон продолжала побеждать. Её пригласили в сборную США для участия в Кубке Уайтмен, где она также стала первой негритянкой. Она выиграла все три своих встречи (две в одиночном разряде и одну в паре с Хард), и американки победили с общим счётом 6-1 (форменный жакет сборной США 1957 года, который носила Гибсон, хранится в Национальном музее афроамериканской истории и культуры).
В итоге после поражения в финале чемпионата Австралии Гибсон не проиграла до конца года больше ни одного матча в одиночном разряде. В паре с Хард они также выиграли 37 матчей подряд в девяти турнирах, прежде чем проиграть Луизе Браф и Маргарет Дюпон в финале национального чемпионата США среди пар. За концовку сезона Гибсон четырежды обыграла Браф, завершавшую игровую карьеру, в финалах турниров. Иногда их встречи проходили в достаточно равной борьбе благодаря сложной подаче Браф, но в финале чемпионата США Гибсон разгромила её со счётом 6:3, 6:2. Как и на Уимблдоне, она не отдала соперницам за весь турнир ни одного сета. Она также первенствовала на этом турнире в соревновании смешанных пар, где её партнёром был датчанин Курт Нильсен — этот титул в миксте остался единственным в карьере Гибсон в турнирах Большого шлема. Гибсон стала второй афроамериканкой в истории, чья фотография появилась на обложке журнала Time (после Мариан Андерсон в 1946 году), и первой — на обложке журнала Sports Illustrated. По итогам сезона она заняла первое место в рейтинге USLTA и международном рейтинге теннисисток, составляемом газетой Daily Telegraph, и была объявлена агентством «Ассошиэйтед Пресс» «спортсменкой года», став также первой цветной обладательницей этого звания.

#### 1958 год
В начале 1958 года Гибсон потерпела два неожиданных поражения на турнирах в странах Карибского бассейна от Дженет Хоппс и одно от Беверли Бейкер. В целом, однако, она воспринимала поездку по экзотическим странам, как отдых. В Каракасе американка обратила внимание на молодую теннисистку из Бразилии Марию Буэно, заставившую её потрудиться в финале, продолжавшемся три сета. Узнав, что Буэно собирается летом выступать в Англии, Гибсон предложила ей вместе сыграть там в парном разряде и получила согласие.

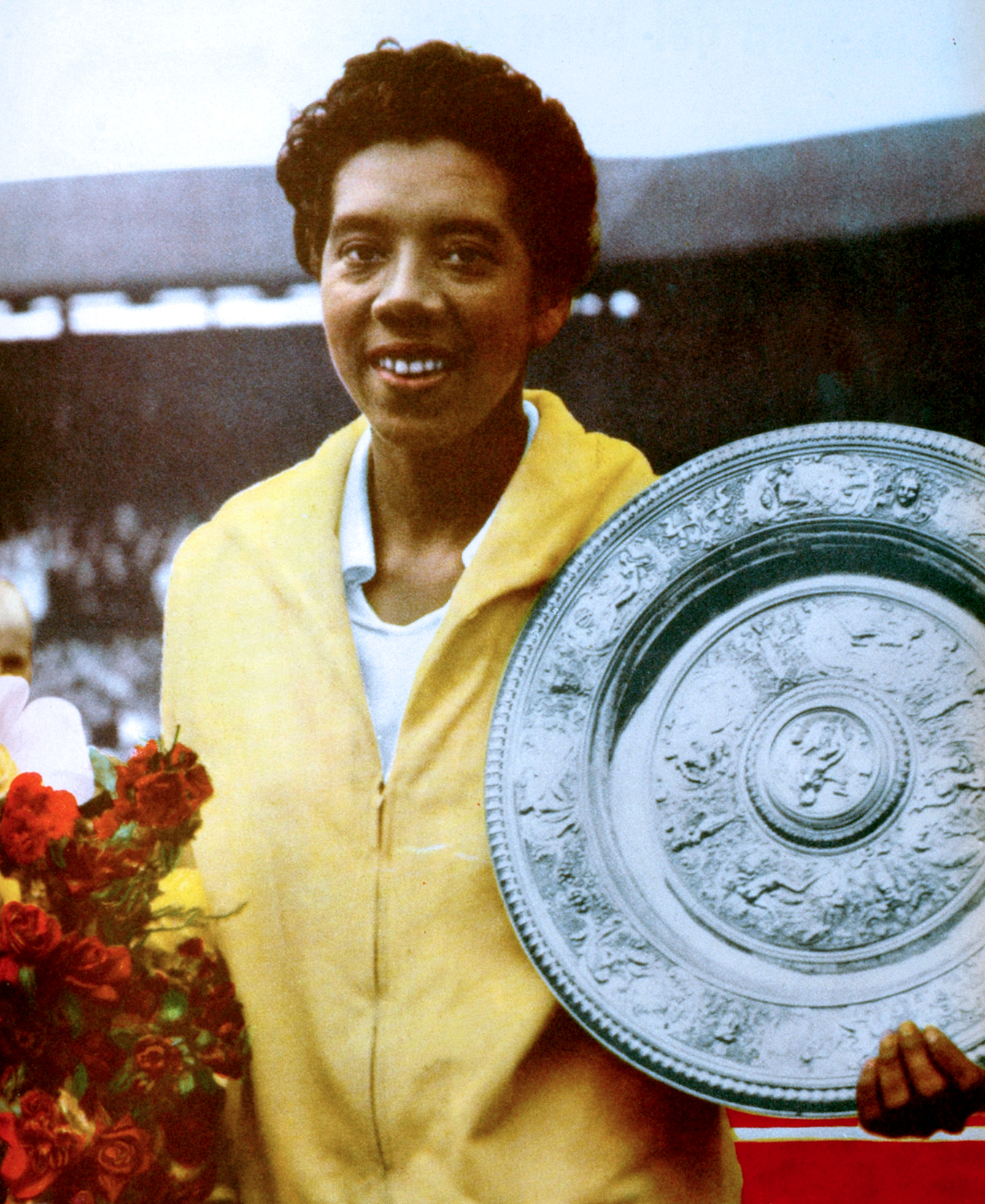
Гибсон после победы на Уимблдонском турнире 1958 года

За период с мая по август Гибсон одержала 33 победы подряд в личных турнирах, за четыре месяца отдав соперницам только три сета. Один из них был потерян на Уимблдоне, где в четвертьфинале посеянная первой Гибсон играла с пятой ракеткой турнира Ширли Блумер. В финале, куда неожиданно для специалистов вышла уже пережившая свои лучшие годы Мортимер, у Гибсон в первом сете начались проблемы с подачей — за этот сет судьи на линии 11 раз фиксировали у неё заступ. Мортимер вела 5:3, но американка сумела отыграть сетбол, переломить ход игры и победить со счётом 8:6, 6:2 . В паре с Буэно Гибсон также в третий раз подряд стала чемпионкой Уимблдонского турнира в женском парном разряде — такого результата с тремя разными партнёршами до неё добивалась только Элизабет Райан. Как и за год до этого, американка затем проиграла финал в миксте, где с ней на этот раз играл Курт Нильсен.
Одно из немногочисленных поражений в сезоне Гибсон потерпела в июне, второй год подряд играя за сборную США в Кубке Уайтмен, где неожиданно уступила 17-летней Кристин Труман. Это позволило британкам завоевать этот трофей впервые за 28 лет. Не считая поражения от Труман, в общей сложности за два года в составе сборной Гибсон выиграла три встречи в одиночном и две в парном разряде с общим балансом побед и поражений 5-1. Позже на чемпионате США Гибсон взяла реванш у Труман, которую победила в четвертьфинале 11:9, 6:1. На этом турнире, как и на Уимблдоне, она успешно защитила титул, обыграв Хард со счётом 3:6, 6:1, 6:2 — первый раз за пять финалов, когда ей потребовались три сета для победы. По итогам сезона она второй раз подряд была названа спортсменкой года «Ассошиэйтед Пресс» и заняла первое место в национальном и международном рейтингах.

### Профессиональный спорт
К концу 1958 года на счету Гибсон было уже 58 титулов в одиночном и парных разрядах в турнирах USLTA и международных соревнованиях. В турнирах Большого шлема она одержала 53 победы при 9 поражениях, из которых большинство приходилось на чемпионат США. Однако, несмотря на победы в крупнейших любительских турнирах, первая ракетка мира постоянно нуждалась в деньгах. Она объявила о намерении расстаться с любительским теннисом сразу после чемпионата США 1958 года, но в начале 1959 года по приглашению госдепартамента приняла участие в ещё одном выставочном туре, на этот раз по странам Латинской Америки, и в итоге завершила любительскую карьеру только после победы на Панамериканских играх в Чикаго.
В планы Гибсон входило присоединиться к турне популярной баскетбольной команды «Гарлем Глобтроттерс» и проводить показательные встречи перед началом баскетбольных матчей, но для этого ей нужна была соперница, желательно белая. Первой, к кому обратилась Гибсон, была Ширли Фрай-Ирвин, но она полностью погрузилась в семейную жизнь и уже нянчила первого сына, даже не задумываясь о возвращении в теннис. В итоге Гибсон договорилась о совместных выступлениях с Кэрол Фагерос, своей спутницей по азиатскому турне 1955—1956 годов. По условиям контракта, спортсменки должны были провести 90 встреч, за которые Гибсон получала в сумме около 100 тысяч долларов, а Фагерос 30 тысяч. В итоге они провели с «Гарлемом» чуть дольше и сыграли 118 матчей, из которых Гибсон выиграла 114. В среднем она заработала около 800 долларов за игру. После того как выступления с «Глобтроттерс» были завершены (разные биографы возлагают ответственность за разрыв на «Гарлем» и на саму Гибсон), теннисистки при помощи Сидни Ллевеллина организовали своё собственное турне. Однако оно привлекло мало внимания и завершилось через несколько месяцев с большими убытками — Гибсон потеряла почти все деньги, заработанные за время выступлений с «Глобтроттерс». Участие в двух турне растянулось на последние месяцы 1959 и весь 1960 год.
После этого Гибсон, стремившаяся продолжать спортивную карьеру, приняла решение заняться гольфом — на тот момент единственным видом спорта, в котором женщины-профессионалы могли зарабатывать значительные суммы. В 1962 году она уже играла в любительском чемпионате США, а на следующий год получила право участвовать в соревнованиях лиге Ladies Professional Golf Association (LPGA), где, как перед этим в USLTA, стала первой чернокожей участницей. Её отличные физические данные позволяли ей до определённой степени компенсировать недостатки техники. До 1978 года Гибсон приняла участие в более чем 170 турнирах LPGA. Она показывала достаточно хорошие результаты, чтобы с 1964 по 1969 год входить в число 50 сильнейших участниц тура, но не выиграла ни одного турнира, лишь однажды заняв второе место. Поскольку основная масса призовых приходилась именно на долю победительниц, за всю 15-летнюю карьеру в гольфе Гибсон заработала менее 25 тысяч долларов. Прекратив участие в LPGA в 1978 году после 13-й подряд неудачи в квалификационном турнире, она затем попыталась вернуться в тур в 1990 году, в возрасте 63 лет, но это ей уже не удалось.
После начала Открытой эры в теннисе Билли Джин Кинг, вместе со своим мужем Ларри организовавшая в 1968 году профессиональный турнир в Окленде (Калифорния), пригласила среди прочих знаменитостей участвовать в нём и Гибсон. Та не выиграла ни одного матча, но возможность вернуться в теннис в качестве профессионала оценила по достоинству. В 1972 году, в возрасте 44 лет, она приняла участие в Открытом чемпионате США в миксте; её партнёром стал ещё более возрастной Гарднар Маллой, они выиграли первый сет в первом раунде, но проиграли матч. Спустя год Гибсон участвовала в Открытом чемпионате США уже и в миксте (с чернокожим чемпионом Артуром Эшем), и в женских парах (с Дарлин Хард), но также выбыла из борьбы в первом же круге в обоих разрядах. Одним из её последних теннисных выступлений стал в 1974 году выставочный матч против Крис Эверт, которая была почти на три десятилетия моложе её. Эверт легко выиграла эту встречу (финальный счёт 6:1, 6:2). Она окончательно перешла на тренерскую и административную работу на следующий год.

## Участие в финалах турниров Большого шлема за карьеру

### Одиночный разряд (7)

#### Победы (5)
| Год  | Турнир                  | Соперница в финале | Счёт в финале |
| ---- | ----------------------- | ------------------ | ------------- |
| 1956 | Чемпионат Франции       | Анджела Мортимер   | 6-0, 12-10    |
| 1957 | Уимблдонский турнир     | Дарлин Хард        | 6-3, 6-2      |
| 1957 | Чемпионат США           | Луиза Браф         | 6-3, 6-2      |
| 1958 | Уимблдонский турнир (2) | Анджела Мортимер   | 8-6, 6-2      |
| 1958 | Чемпионат США (2)       | Дарлин Хард        | 3-6, 6-1, 6-2 |

#### Поражения (2)
| Год  | Турнир              | Соперница в финале | Счёт в финале |
| ---- | ------------------- | ------------------ | ------------- |
| 1956 | Чемпионат США       | Ширли Фрай         | 3-6, 4-6      |
| 1957 | Чемпионат Австралии | Ширли Фрай         | 3-6, 4-6      |

### Женский парный разряд (7)

#### Победы (5)
| Год  | Турнир                  | Партнёр         | Соперницы в финале                          | Счёт в финале |
| ---- | ----------------------- | --------------- | ------------------------------------------- | ------------- |
| 1956 | Чемпионат Франции       | Анджела Бакстон | Дарлин Хард Дороти Хед-Нод                  | 6-8, 8-6, 6-1 |
| 1956 | Уимблдонский турнир     | Анджела Бакстон | Фэй Мюллер Дафна Сини                       | 6-1, 8-6      |
| 1957 | Чемпионат Австралии     | Ширли Фрай      | Мэри Бевис-Хотон Фэй Мюллер                 | 6-2, 6-1      |
| 1957 | Уимблдонский турнир (2) | Дарлин Хард     | Мэри Бевис-Хотон Тельма Койн-Лонг           | 6-1, 6-2      |
| 1958 | Уимблдонский турнир (3) | Мария Буэно     | Маргарет Варнер-Блосс Маргарет Осборн-Дюпон | 6-3, 7-5      |

#### Поражения (2)
| Год  | Турнир            | Партнёр     | Соперницы в финале               | Счёт в финале |
| ---- | ----------------- | ----------- | -------------------------------- | ------------- |
| 1957 | Чемпионат США     | Дарлин Хард | Луиза Браф Маргарет Осборн-Дюпон | 2-6, 5-7      |
| 1958 | Чемпионат США (2) | Мария Буэно | Джин Арт Дарлин Хард             | 6-2, 3-6, 4-6 |

### Смешанный парный разряд (4)

#### Победа (1)
| Год  | Турнир        | Партнёр      | Соперницы в финале  | Счёт в финале |
| ---- | ------------- | ------------ | ------------------- | ------------- |
| 1957 | Чемпионат США | Курт Нильсен | Дарлин Хард Боб Хоу | 6-3, 9-7      |

#### Поражения (3)
| Год  | Турнир                  | Партнёр        | Соперницы в финале      | Счёт в финале |
| ---- | ----------------------- | -------------- | ----------------------- | ------------- |
| 1956 | Уимблдонский турнир     | Гарднар Маллой | Ширли Фрай Вик Сейксас  | 6-2, 2-6, 5-7 |
| 1957 | Уимблдонский турнир (2) | Нил Фрейзер    | Дарлин Хард Мервин Роуз | 4-6, 5-7      |
| 1958 | Уимблдонский турнир (3) | Курт Нильсен   | Лоррейн Кохлан Боб Хоу  | 3-6, 11-13    |

## Стиль игры
Теннисные журналисты и биографы отмечают врождённый талант Гибсон, её атлетизм и агрессивную манеру игры. Она передвигалась по корту быстрее соперниц и наносила более сильные удары, уже к концу 1940-х годов став обладательницей одной из лучших подач в женском теннисе в США. Её игру также отличали высокая зрительно-моторная координация и блестящая интуиция при выходах к сетке, однако в молодости это сочеталось с нестабильностью и отсутствием дисциплины на корте. В отсутствие богатого арсенала ударов ей приходилось в основном полагаться на их силу, что способствовало зрелищности игры, но не её надёжности, и в своих играх Гибсон, как правило, не только выполняла больше виннеров (ударов, которые соперник не может отбить), чем её противницы, но и совершала больше невынужденных ошибок.
После первых лет выступлений прогресс теннисистки начала также затруднять неадекватная техника, которую она ещё подростком переняла у своего первого тренера Фреда Джонсона. Это включало устаревшую континентальную хватку ракетки и отсутствие подкрутки мяча; Джонсон также не преподал своей ученице основных принципов игровой тактики. Эти недостатки пришлось исправлять будущим тренерам Гибсон — докторам Итону и Джонсону, Сидни Ллевеллину и Хэму Ричардсону. Ллевеллин заставил её перейти с континентальной хватки на восточную, что сделало её удары не только более сильными, но и менее предсказуемыми. Он же преподал ей идеи «теннисной геометрии», включавшей выбор места на корте и оптимальные углы ударов. Представления Гибсон о стратегии игры и психологической борьбе на корте позже развил Ричардсон во время азиатского турне 1955—1956 годов. В итоге она достигла достаточного технического совершенства, которое в сочетании с эмоциональной, атлетичной манерой игры заставило после её расставания с соревновательным теннисом скучать по ней даже журналистов, которые критиковали её на протяжении карьеры. После ухода Гибсон, как они единодушно заключали, женский теннис заметно потускнел.
Хотя в лучшие свои годы Гибсон превосходила всех соперниц в женском теннисе, её самооценка оставалась очень высокой и в периоды, предшествовавшие этим годам, и позже. Так, в 1950 году на чемпионате США на грунтовых кортах, проиграв в одном из первых своих матчей против Дорис Харт, она в разговоре с соперницей удивлялась: «Я играю намного лучше, чем ты. Я бью по мячу сильнее. Я двигаюсь лучше. Почему же ты меня обыгрываешь?». В 1974 году, в возрасте 47 лет, Гибсон проиграла выставочный матч молодой Крис Эверт со счётом 1:6, 2:6, но после встречи заявила, что убеждена в своей способности её обыграть, и намекнула, что надеется на матч-реванш. Такая высокая уверенность в себе помогала спортсменке оставаться среди лидеров национального тенниса в первой половине 1950-х годов, когда она проходила первые круги благодаря трепету, который внушала соперницам. Аналогичным образом её самооценка превосходила её истинные возможности и в других сферах, включая эстрадную карьеру, где она винила в неудаче своего альбома простуду и плохие условия записи, и гольф, где, проигрывая в квалификационных турнирах, она заверяла журналистов, что по классу игры близка к лидерам LPGA.
Наряду с расовыми предрассудками эпохи Гибсон и нежеланием ведущих теннисисток США принимать чернокожую спортсменку в свой закрытый круг её биограф Салли Джейкобс называет её постоянное стремление к доминированию в качестве одной из основных причин того, что теннисистка на протяжении карьеры редко играла в женских парах. Помимо одиночного разряда, она регулярно участвовала только в соревнованиях в миксте, где стремилась играть главную роль даже в одной команде с мужчинами, как об этом вспоминали Нил Фрейзер и Гарднар Маллой. В женских же парах нетерпимость Гибсон к слабостям партнёрши едва не оборвала уже в начале её сотрудничество с её близкой подругой Анджелой Бакстон.

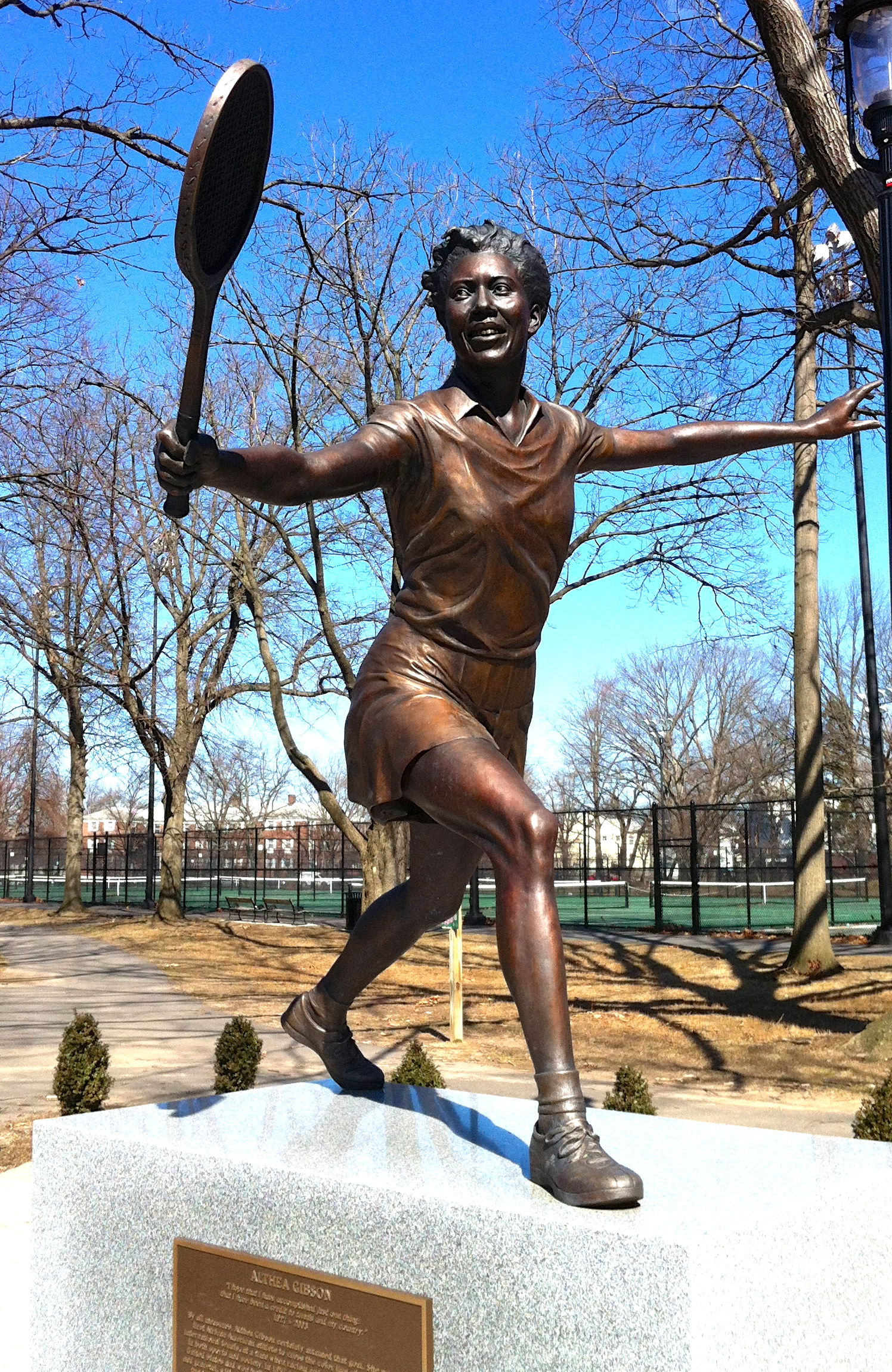
Памятник Алтее Гибсон, Ньюарк

## Признание
В 1971 году имя Алтеи Гибсон было включено в списки Национального (впоследствии Международного) зала теннисной славы, а в 1980 году стало одним из первых в списках Международного зала славы женского спорта. Она также является членом Международного зала славы женщин (в числе первых внесённых в его списки в 1980 году), Национального зала славы женщин США (с 2001 года), Зала славы чернокожих спортсменов (1974) и Залов спортивной славы Южной Каролины (1983), Флориды (1984) и Нью-Джерси. В 2013 году Почтовая служба США выпустила в серии «Афроамериканское наследие» марку с изображением Гибсон.
Имя Гибсон носит ряд кортов и спортивных комплексов, в основном на Восточном побережье США, и турнир для теннисисток в возрастной категории старше 70 лет, учреждённый в 1998 году Международной федерацией тенниса. За пределами США имя Гибсон носит спортивный зал в XII округе Парижа. В её честь также установлены памятники в Ньюарке и Ист-Ориндже (Нью-Джерси) и на территории Национального теннисного центра имени Билли Джин Кинг (Нью-Йорк). С начала XXI века неоднократно выдвигались предложения назвать в её честь стадионный корт Национального теннисного центра — третий по количеству зрительских мест и крупнейший из не имеющих собственного имени.